# Paris 1919
Paris 1919, to album walijskiego kompozytora Johna Cale’a. Wydawnictwo ukazało się w marcu 1973 roku nakładem wytwórni muzycznej Reprise Records. Album został wyprodukowany przez Chrisa Thomasa.

## Lista utworów
| 1. | „Child's Christmas in Wales”   | 3:21  |
|    |                                |       |
| 2. | „Hanky Panky Nohow”            | 2:46  |
|    |                                |       |
| 3. | „The Endless Plain of Fortune” | 4:13  |
|    |                                |       |
| 4. | „Andalucia”                    | 3:54  |
|    |                                |       |
| 5. | „Macbeth”                      | 3:08  |
|    |                                |       |
| 6. | „Paris 1919”                   | 4:07  |
|    |                                |       |
| 7. | „Graham Greene”                | 3:00  |
|    |                                |       |
| 8. | „Half Past France”             | 4:20  |
|    |                                |       |
| 9. | „Antarctica Starts Here”       | 2:47  |
|    |                                |       |
|    |                                | 31:36 |
|    |                                |       |

## Obsada
- John Cale: wokal, bas, altówka, instrumenty klawiszowe, gitara
- Wilton Felder: bas
- Lowell George: gitara
- Richard Hayward: perkusja
- Bill Payne: instrumenty klawiszowe
- Chris Thomas: tamburyn
- The U.C.L.A. Orchestra